# Gutenberg (Lenningen)
Gutenberg ist ein Ortsteil der Gemeinde Lenningen im Landkreis Esslingen in Baden-Württemberg.

## Geographie
Zu Gutenberg gehört das Dorf Gutenberg und der Weiler Krebsstein.

### Geographische Lage, Schutzgebiete
Der Ort liegt am Ende des Lenninger Tals. Die Ortslage von Gutenberg ist vollständig von Schutzgebieten umschlossen. Sowohl das Naturschutzgebiet Oberes Lenninger Tal mit Seitentälern als auch das Vogelschutzgebiet Mittlere Schwäbische Alb bedecken den Großteil der Gemarkung. Lenningen ist außerdem Teil des Biosphärengebiets Schwäbische Alb.

## Geschichte

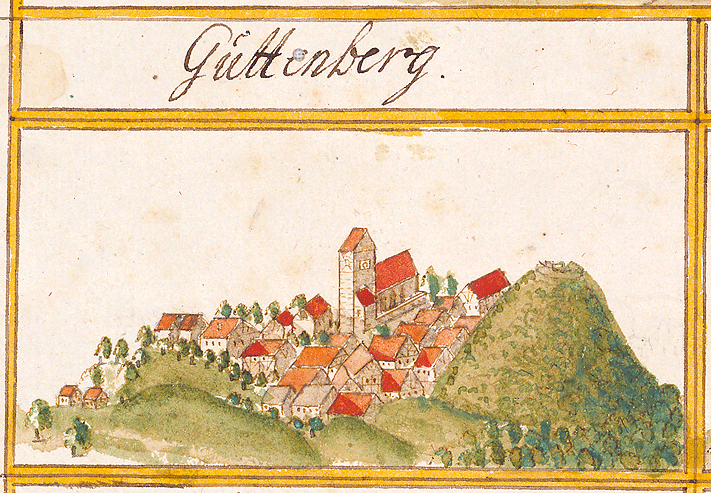
Ansicht aus den Forstlagerbüchern von Andreas Kieser 1683

1285 wurde Gutenberg erstmals als Gutenberc erwähnt. Der Ort gehörte zur Herrschaft der Herzöge von Teck, Hermann und Konrad von Teck bestätigten in diesem Jahr einen Verkauf an das Prämonstratenserkloster Marchtal. Gutenberg kam zusammen mit Oberlenningen 1387 in den Besitz der Grafen von Württemberg. 1370 wird Gutenberg erstmals als Stadt bezeichnet, hat aber die Stadtrechte vermutlich bereits um 1305 erhalten. Nach dem Übergang auf Württemberg gerieten diese Rechte in Vergessenheit. Zusammen mit Krebsstein und Schopfloch bildete Gutenberg einen eigenen Gerichts- und Verwaltungsbezirk, den Gutenberger Stab. Deshalb wurde auch bereits 1459 der erste Schultheiß erwähnt. Nach dem Dreißigjährigen Krieg übernahm der Oberlenninger Amtmann den Vorsitz im Gutenberger Stab. Neben den Herzögen von Teck waren die Herren von Sperberseck, die Schweler von Wielandstein und die Familie Pfäler aus dem Elsachtal in Gutenberg begütert.
Ab 1808 gehörte der Ort zum Oberamt Kirchheim, das 1934 in Landkreis Kirchheim umbenannt und 1938 zum größten Teil in den Landkreis Nürtingen eingegliedert wurde. Im Zuge der Gemeindegebietsreform in Baden-Württemberg wurde Gutenberg am 1. Januar 1975 nach Oberlenningen eingemeindet.

## Sehenswürdigkeiten
- Ruine Sperberseck
- Ruine Hohengutenberg
- Gutenberger Höhle
- Gußmannshöhle

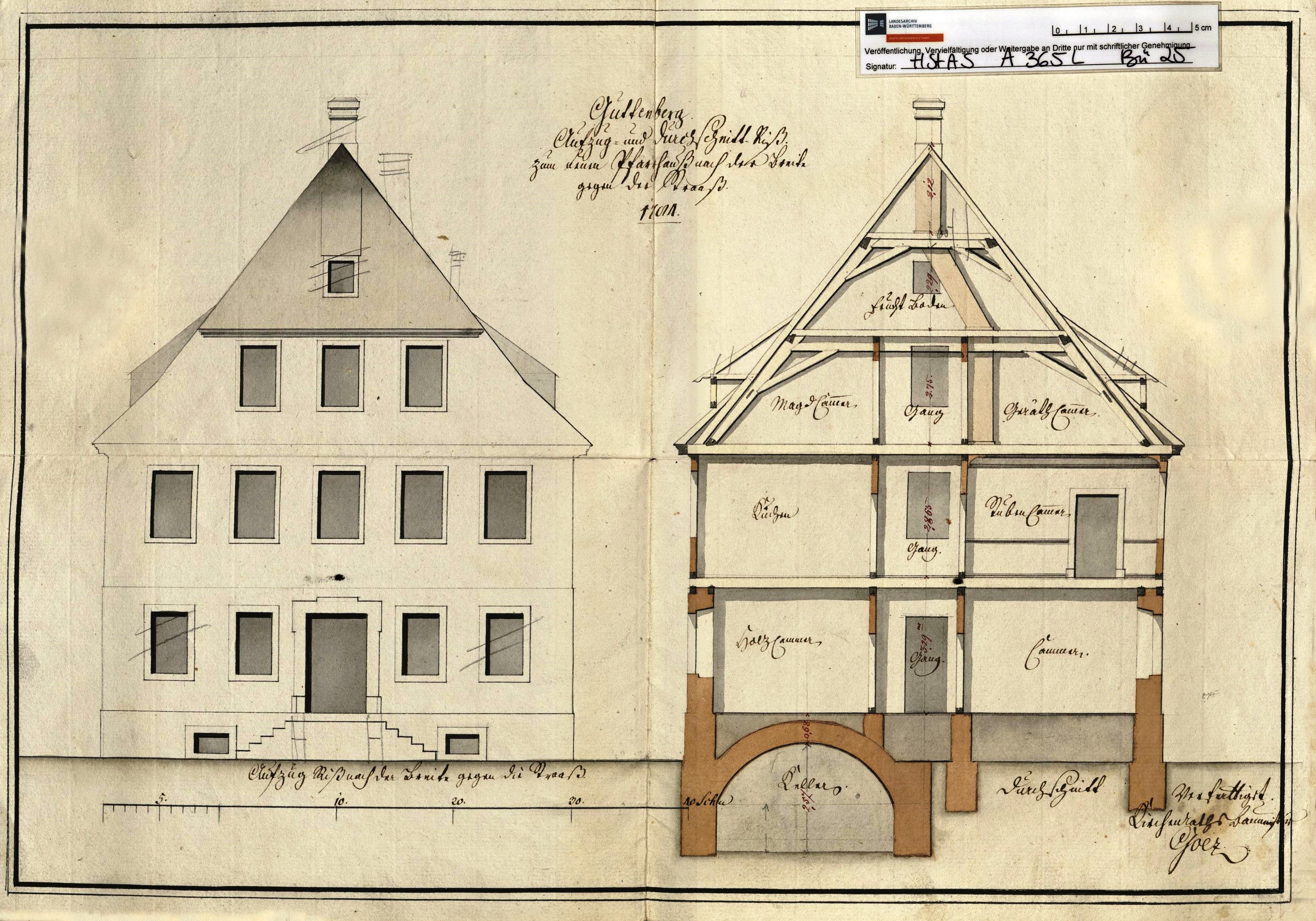
Früheres Gutenberger Pfarrhaus von 1784

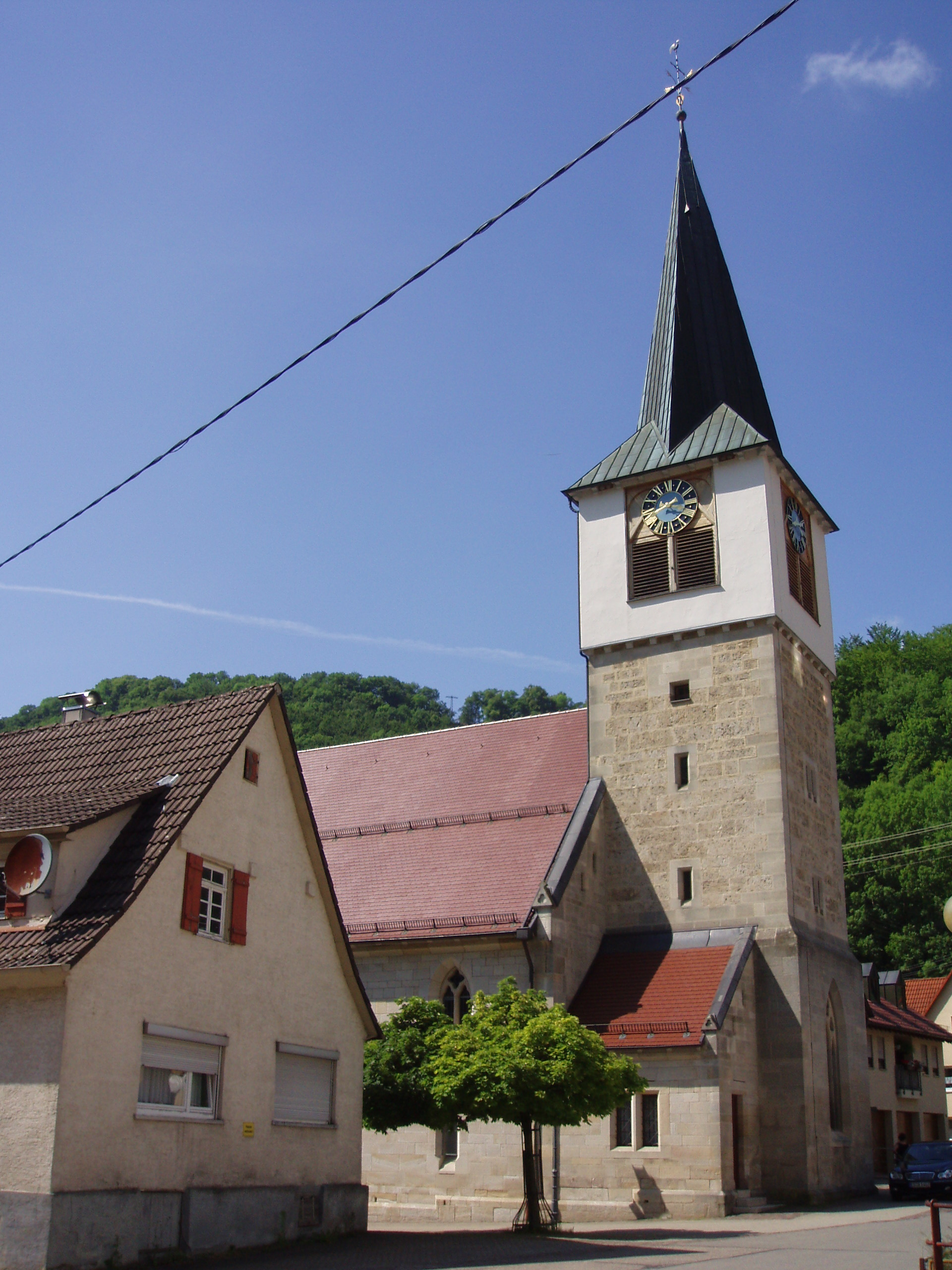
Dorfkirche von Gutenberg

- Höllsternbröller mit Höllsternquelle
- Mondmilchhöhle
- Wolfsschluchthöhle
- ehemaliges Rathaus, um 1679 erbaut
- Evangelische Nikolauskirche von 1865/66
- Früheres Gutenberger Pfarrhaus, 1784 von Kirchenrats-Baumeister Wilhelm Friedrich Goez erbaut

## Verkehr
Gutenberg ist wie das gesamte Lenninger Tal über die Bundesstraße 465 (Kirchheim unter Teck–Leutkirch im Allgäu) straßenmäßig angebunden. Aufgrund von Funden kann davon ausgegangen werden, dass es sich dabei um eine alte Römische Straße zwischen den Militärlagern in Köngen und Donnstetten handelte. Der Albaufstieg der B 465 bei Gutenberg wurde in der Vergangenheit auch Eselssteig genannt.